# Lulebo
Lulebo AB är ett kommunalt bostadsföretag i Luleå.
Lulebo bildades i början av 1996 genom en sammanslagning av stiftelserna Lulebostäders och Bostadsbyggens fastighetsbestånd. 2015 ägde bolaget cirka 10 000 lägenheter, varav cirka 1 500 studentbostäder. Dessutom ägde bolaget cirka 200 affärslokaler. Lulebo äger bostäder och lägenheter i de flesta av Luleås stadsdelar samt i Antnäs och Råneå.
I september 2011 togs ägarskap samt förvaltning av kvarteret Trumman på Södra Örnäset över från Lulebo av Svenska Bostadsfonden. De 382 lägenheterna såldes för 150 miljoner kronor.
I juni 2015 uppmärksammades i media att bostadsföretaget Rikshem skulle få köpa 1 400 lägenheter från Lulebo. När försäljningen var klar skulle Rikshem köpa 1 600 lägenheter samt sju stycken kommunala fastigheter, och som motprestation skulle bolaget bygga minst 560 nya lägenheter de kommande sju åren. Försäljningen är en del av det ägardirektiv att sälja 2 500-3 000 lägenheter samt utöver det några kommunala fastigheter som Lulebo fått av moderbolaget Luleå Kommunföretag.

## Kontroverser
Lulebos verkställande direktör Anders Sandberg fick avgå från posten i februari 2014 och Gunnar Eikeland utsågs till tillförordnad vd. Sandbergs avgångsvederlag på drygt 2 miljoner kronor fick kritik från Hyresgästföreningens ordförande i Luleå, som ansåg det vara för höga summor. Sari Ekblom tillträdde som vd i oktober 2014, efter att hon tidigare var vd för Luleå Lokaltrafik. Efter endast nio månader på posten som vd fick Ekblom avgå och Peter Kieri utsågs till tillförordnad vd. Ekblom fick ett avgångsvederlag på drygt 1,2 miljoner kronor